# Praga S
Praga S (Silný) byl nákladní automobil vyráběný Automobilním oddělením První českomoravské továrny na stroje v Praze-Libni mezi lety 1938–1940.

## Historie
Již v roce 1933 byly postaveny dva prototypy pod označením SN (N jako nákladní) se šestiválcovým benzínovým motorem o objemu 4962 cm³ (vrtání × zdvih: 90 × 130 mm) a výkonu 62 k (46 kW). V letech 1936 a 1937 byl postaven další prototyp, nazvaný SND (D jako diesel). Měl vodou chlazený šestiválcový vznětový motor s vrtáním 105 mm a zdvihem 130 mm, což představovalo zdvihový objem 6754 cm³ a výkon 90 k (66 kW) při 2000 otáčkách, s maximální rychlostí 56 až 60 km/h. Vůz byl 6,93 m dlouhý, 2,27 m široký, s rozvorem náprav 4,5 m. Prázdná hmotnost byla 3240 kg, užitečná potom 4 tuny. Spotřeba byla 26 litrů nafty a 0,7 litru oleje na 100 km. V prvním roce výroby 1938 vzniklo 150 kusů tohoto typu, v roce 1939 dalších 200 kusů a v roce 1940 201 kusů, dohromady se všemi prototypy tedy 555 celkem vozidel. Několik typů SND vzniklo mj. v provedení kropicích vozů.
V roce 1935 se objevily dva prototypy varianty zvané SV (V jako vojenský), která měla dvě motorem poháněné zadní nápravy (6×4). Použitý vodou chlazený zážehový šestiválec s vrtáním 105 mm a zdvihem 150 mm (7796 cm³) o výkonu 93 hp (68 kW) při 1600 ot./min byl převzat z modelu Praga TN či některých soudobých tankových modelů továrny. Vůz byl 6,82 m dlouhý, 2,1 m široký, jeho rozvor byl 3,55 m + 1,15 m, prázdná hmotnost 3,9 t, užitečná 4 t. Vůz spotřeboval 46 až 48 l benzínu a 0,9 l oleje na 100 km. Převodovka měla čtyři stupně vpřed a jeden vzad, maximální rychlost byla udávána na 50 km/h. U těchto dvou prototypů nakonec zůstalo: Československá armáda nakonec dala přednost čtyřtunovým nákladním vozům Škoda 6-ST6-L a Tatra 85, oběma se stejným systémem zadních náprav, jako u Pragy SV, tj. 6×4.
Během druhé světové války využívaly vozy SN a SND mj. jednotky německého wehrmachtu.